# Тверський державний університет
Тверський державний університет (рос. Тверской государственный университет) — класичний заклад вищої освіти в російській Твері, заснований у 1870 році.
Член Асоціації класичних університетів Росії.

## Історія
1 грудня 1870 року у Твері була відкрита приватна педагогічна школа П. П. Максимовича. У 1917 році школа реорганізована у Тверський учительський інститут. У 1935 році — у Калінінський педагогічний інститут. 1 вересня 1971 року інститут реорганізований у Калінінський державний університет. 
18 лютого 1972 року в Калінінському драматичному театрі відбулося урочисте відкриття Калінінського державного університету.
У 1991 році Калінінський державний університет перейменований на Тверський державний університет.
Тверський державний університет є найстарішим вищим навчальним закладом регіону. У 1870 році громадський діяч і педагог П. П. Максимович заснував Тверську жіночу вчительську школу, яка проіснувала 50 років і була одним із провідних закладів такого типу Росії.
Університет має велику наукову бібліотеку, фонд якої налічує понад 1 млн примірників.
В університеті працювали історики Арон Гуревич, Володимир Карцов, Анатолій Вершинський, математики Володимир Брадіс, Олексій Маркушевич та фізик Віктор Друїн.

## Факультети
- Біологічний факультет
- Історичний факультет
- Математичний факультет
- Інститут педагогічної освіти і соціальних технологій
- Факультет географії та геоекології
- Факультет іноземних мов та міжнародної комунікації
- Факультет прикладної математики і кібернетики
- Факультет психології та соціальної роботи
- Факультет управління та соціології
- Факультет фізичної культури
- Фізико-технічний факультет
- Філологічний факультет
- Хіміко-технологічний факультет
- Інститут економіки і управління
- Юридичний факультет.